# Schere, Stein, Papier (Fernsehserie)
Schere, Stein, Papier (Originaltitel: Rock Paper Scissors) ist eine US-amerikanische Zeichentrickserie, die von Kyle Stegina und Josh Lehrman entwickelt wurde. Sie wurde am 11. Februar 2024 erstmals bei Nickelodeon in den USA ausgestrahlt.

## Inhalt
Die drei sehr unterschiedlichen Freunde Schere, Stein und Papier leben zusammen in einer Wohnung und erleben regelmäßig verrückte Abenteuer, die oftmals das Resultat von Meinungsverschiedenheiten oder Wettkämpfen zwischen den dreien sind. Die drei Zimmergenossen unterscheiden sich darüber hinaus auch sehr in ihrer Persönlichkeit. So ist Schere meist derjenige, der sehr gelassen auf verschiedene Situationen reagiert und oft rumalbert, während Stein modebewusst und meist liebevoll ist. Papier hingegen ist der Erfinder unter den dreien und häufig auch der Verantwortungsbewussteste.
Im Laufe der Serie treten weitere Figuren auf. Dazu gehören u. a. Bleistift, die intelligente Nachbarin des Trios, und Lou, ein Mülleimer, der der Vermieter der Wohnung von Schere, Stein und Papier ist.

## Synchronisation
Die deutsche Synchronisation der Serie entsteht bei der Elbgorilla Synchro GmbH. Für die Dialogregie ist Kerstin Draeger verantwortlich, die auch gemeinsam mit Tammo Kaulbarsch das Dialogbuch schreibt.
| Rolle     | Sprecher im Original | Deutscher Sprecher |
| --------- | -------------------- | ------------------ |
| Schere    | Carlos Alazraqui     | Jesse Grimm        |
| Stein     | Ron Funches          | Tim Niebuhr        |
| Papier    | Thomas Lennon        | Tammo Kaulbarsch   |
| Bleistift | Melissa Villaseñor   | Nina Witt          |
| Lou       | Eddie Pepitone       | Tim Grobe          |

## Veröffentlichung
Kyle Stegina und Josh Lehrman, die Schöpfer der Serie, erschufen bereits die Disney-Channel-Serie Bizaardvark, nach deren Serienfinale sie Nickelodeon das Konzept für ihre neue Serie Rock Paper Scissors präsentierten.
Die Pilotepisode „TV Time“ wurde am 19. August 2023 bei YouTube veröffentlicht. Am 2. September und 7. Oktober 2023 wurde außerdem die erste Folge dort zugänglichgemacht. Die deutsche Veröffentlichung der ersten Folge fand am 11. und 25. November 2023 ebenfalls bei YouTube statt.
Am 11. Februar 2024 wurde die Serie erstmals in den USA ausgestrahlt. Die Premiere war im Anschluss an den Super Bowl LVIII bei Nickelodeon zu sehen. Am 13. Februar 2024 startete die Serie in Deutschland bei Nicktoons, allerdings wurde sie dort nur im Nachtprogramm um ca. 2 Uhr morgens gezeigt. Am 19. Februar 2024 folgte die Free-TV-Premiere beim deutschen, österreichischen und schweizerdeutschen Ableger von Nickelodeon. Während die deutschsprachige Ausstrahlung der ersten Staffel bereits am 28. Juni 2024 endete, feierte das Staffelfinale in den USA erst am 27. November 2024 Premiere.
Eine zweite Staffel mit zehn Folgen soll 2025 erscheinen.

## Episodenliste

### Pilot
| Deutscher Titel | Originaltitel | Erstausstrahlung (USA) | Erstausstrahlung (Deutschland) |
| --------------- | ------------- | ---------------------- | ------------------------------ |
|                 | TV Time       | 6. Februar 2024        |                                |

### Staffel 1
In den USA feierten alle Episoden bislang bei Nickelodeon ihre Premiere. In Deutschland wurden die meisten Folgen zuerst bei Nicktoons gesendet. Fünf Episoden wurden jedoch zuerst bei Nickelodeon Deutschland oder bei Nickelodeon Austria und Schweiz gesendet.
| Nummer (Episode) | Nummer (Geschichte) | Deutscher Titel            | Originaltitel                   | Erstausstrahlung (USA) | Deutschsprachige Erstausstrahlung (Deutschland, Österreich und Schweiz) |
| 1                | 1                   | Die Geburtstagspolizei     | Birthday Police                 | 28. Februar 2024       | 13. Februar 2024                                                        |
| 1                | 2                   | Papiers große Lüge         | Paper’s Big Lie                 | 14. Februar 2024       | 19. Februar 2024 (Nickelodeon Deutschland)                              |
| 2                | 3                   | Uncool sein ist cool       | Pogo Sticks                     | 15. Juli 2024          | 14. Februar 2024                                                        |
| 2                | 4                   | Roboteralarm               | Car Wash                        | 16. Juli 2024          | 14. Februar 2024                                                        |
| 3                | 5                   | Wochenendgeschichte        | Weekend Story                   | 14. Februar 2024       | 15. Februar 2024                                                        |
| 3                | 6                   | Putty                      | Putty                           | 29. Februar 2024       | 15. Februar 2024                                                        |
| 4                | 7                   | Versteckspiel              | Hide and Seek                   | 26. Februar 2024       | 16. Februar 2024                                                        |
| 4                | 8                   | 15 Minuten Ruhm            | The First Lou Episode           | 11. Februar 2024       | 16. Februar 2024                                                        |
| 5                | 9                   | Die Auto-Show              | The Susan                       | 4. März 2024           | 17. Februar 2024                                                        |
| 5                | 10                  | Augenbrauen                | Eyebrows                        | 4. März 2024           | 17. Februar 2024                                                        |
| 6                | 11                  | Scheres geheimer Job       | Scissors Gets a Job             | 12. Februar 2024       | 20. Februar 2024                                                        |
| 7                | 12                  | Eisige Arktis              | The Arctic                      | 13. Februar 2024       | 21. Februar 2024                                                        |
| 7                | 13                  | Prank Battle               | Prank War                       | 20. Februar 2024       | 21. Februar 2024                                                        |
| 8                | 14                  | Limettenkuchen             | Key Limes                       | 20. Februar 2024       | 22. Februar 2024                                                        |
| 8                | 15                  | Sechs Scheiben Turkey      | Six Pieces of Turkey            | 5. März 2024           | 22. Februar 2024                                                        |
| 9                | 16                  | Doppelgänger               | The Other Rock, Paper, Scissors | 17. Juli 2024          | 23. Februar 2024                                                        |
| 9                | 17                  | Die erstaunliche Catalina  | The Astonishing Catalina        | 18. Juli 2024          | 23. Februar 2024                                                        |
| 10               | 18                  | Besuch von Bleistift       | Pencil Comes Over               | 21. Februar 2024       | 24. Februar 2024                                                        |
| 10               | 19                  | Eine leichte Brise         | The Wind                        | 5. März 2024           | 24. Februar 2024                                                        |
| 11               | 20                  | Der Geist der Weihnacht    | The Holiday Picture             | 22. Juli 2024          | 17. Juni 2024 (Nickelodeon Austria und Schweiz)                         |
| 11               | 21                  | Kleider machen Leute       | Scrubs                          | 15. Februar 2024       | 16. Juni 2024                                                           |
| 12               | 22                  | Das Bowling-Duell          | Bowling                         | 23. Juli 2024          | 17. Juni 2024                                                           |
| 12               | 23                  | Das Quiz                   | The Character Quiz              | 24. Juli 2024          | 18. Juni 2024 (Nickelodeon Austria und Schweiz)                         |
| 13               | 24                  | Kartoffel                  | Potato                          | 25. Juli 2024          | 18. Juni 2024                                                           |
| 13               | 25                  | Jonathan Pupswitz          | The Fart Joke Debate            | 11. Februar 2024       | 18. Juni 2024                                                           |
| 14               | 26                  | Papiers Geheimwaffe        | Paper’s Secret Weapon           | 27. Februar 2024       | 19. Juni 2024                                                           |
| 14               | 27                  | Der Rodelberg              | The Sled Hill                   | 6. März 2024           | 19. Juni 2024                                                           |
| 15               | 28                  | Zukunfts-Schere            | Scissors’ Catapult              | 12. November 2024      | 20. Juni 2024                                                           |
| 15               | 29                  | Bleistift und Kartoffel    | Pencil and Potato               | 13. November 2024      | 20. Juni 2024                                                           |
| 16               | 30                  | Neujahrsvorsätze           | Resolutions                     | 14. November 2024      | 21. Juni 2024                                                           |
| 16               | 31                  | Der Buchclub               | Paper’s Book Club               | 11. November 2024      | 21. Juni 2024                                                           |
| 17               | 32                  | Steins Familienunternehmen | The Family Business             | 11. November 2024      | 25. Juni 2024 (Nickelodeon Austria und Schweiz)                         |
| 17               | 33                  | Die Konfettibombe          | Glitter Bomb                    | 18. November 2024      | 22. Juni 2024                                                           |
| 18               | 34                  | Nationaler Papiertag       | National Paper Day              | 13. Juli 2024          | 25. Juni 2024                                                           |
| 18               | 35                  | Hilfe beim Einkaufen       | Helping with the Groceries      | 19. November 2024      | 25. Juni 2024                                                           |
| 19               | 36                  | Windeln                    | Diapers                         | 25. November 2024      | 26. Juni 2024                                                           |
| 19               | 37                  | R.O.V.E.R.                 | R.O.V.E.R.                      | 26. November 2024      | 26. Juni 2024                                                           |
| 20               | 38                  | Vermüllt                   | Trash                           | 27. November 2024      | 28. Juni 2024 (Nickelodeon Austria und Schweiz)                         |

### Special
| Deutscher Titel | Originaltitel                          | Erstausstrahlung (USA) | Erstausstrahlung (Deutschland) |
| --------------- | -------------------------------------- | ---------------------- | ------------------------------ |
|                 | Lights, Camera, Rock, Paper, Scissors! | 5. Februar 2024        |                                |